# Lista de eventos pay-per-view da ECW
A Extreme Championship Wrestling produziu no total vinte e um eventos pay-per-view entre 1997 e 2001, quando a promoção foi fechada e comprada pela WWE. A WWE reviveu a ECW como um terceiro programa e realizou dois eventos especiais para a ECW em pay-per-view, ECW One Night Stand e ECW December to Dismember.

## Eventos por mês
| Mês      | Evento PPV                       |
| -------- | -------------------------------- |
| Janeiro  | Guilty as Charged (1999-2001)    |
| Março    | Living Dangerously (1998-2000)   |
| Abril    | Barely Legal (1997)              |
| Maio     | Wrestlepalooza (1998)            |
| Maio     | Hardcore Heaven (1999-2000)      |
| Julho    | Heat Wave (1998-2000)            |
| Agosto   | Hardcore Heaven (1997)           |
| Setembro | Anarchy Rulz (1999)              |
| Outubro  | Anarchy Rulz (2000)              |
| Novembro | November to Remember (1997-2000) |
| Dezembro | Massacre on 34th Street (2000)   |

## Supercards que não eram pay-per-views
- 1993-1996, 2000: ECW Holiday Hell
- 1994, 1996-1997: ECW Ultimate Jeopardy
- 1994-1998: ECW Hostile City Showdown
- 1995: Enter the Sandman
- 1995: Return of the Funker[1]
- 1995: ECW December to Dismember
- 1995: ECW Double Tables[2]
- 1995, 1997, 2000: Wrestlepalooza
- 1996: ECW The Doctor Is In
- 1996: ECW Big Ass Extreme Bash[2]
- 1996-1999: ECW House Party
- 1996-2000: ECW CyberSlam
- 1997: ECW Born to be Wired